# Pont de Conduché
Der Pont de Conduché im französischen Département Lot ist eine Eisenbahnbrücke über den Célé kurz vor dessen Mündung in den Lot.

## Lage
Die Brücke quert die Grenze zwischen den Gemeinden Bouziès und Tour-de-Faure, die an dieser Stelle mit dem Lauf des Célé identisch ist. Unmittelbar südöstlich der Brücke schließt der 787 m lange Tunnel de Coudoulous an, an deren Nordostseite lag der mittlerweile aufgelassene Bahnhof Conduché.

## Geschichte und Beschreibung
Es handelt sich um eine 50 m lange Stahlbrücke in Gitterträgerbauweise, die ein einzelnes regelspuriges, nicht elektrifiziertes Gleis trägt. Jenes gehört zur 1886 eröffneten Bahnstrecke Cahors–Capdenac, die 1980 den Reiseverkehr und 1989 den Güterverkehr verlor. Danach wurde sie noch von der Museumseisenbahn Quercyrail genutzt.
Bis 1944 flankierten zwei festungsartige Türme am nordwestlichen Brückenkopf das Gleis. Diese wurden am 7. April 1944 zerstört, als im Tunnel de Coudoulous ein mit Ammoniak gefüllter Kesselwagen der deutschen Besatzer explodierte. Dabei kamen sieben französische Eisenbahner unmittelbar ums Leben, einer der beiden Verletzten verstarb am folgenden Tag.
Am 28. Dezember 2003 wurde die Brücke letztmals von einem Zug von Quercyrail befahren. Der Eigentümer des französischen Schienennetzes Réseau ferré de France (RFF) legte am 9. Juni 2011 die Bahnstrecke Cahors–Capdenac still.